# Kapurthala
Kapurthala è una città dell'India di 84 361 abitanti, capoluogo del distretto di Kapurthala, nello Stato federato del Punjab. In base al numero di abitanti la città rientra nella classe II (da 50 000 a 99 999 persone).

## Geografia fisica
La città è situata a 31° 22' 46 N e 31° 22' 46 E e ha un'altitudine di 224 m s.l.m.

## Società

### Evoluzione demografica
Al censimento del 2001 la popolazione di Kapurthala assommava a 84 361 persone, delle quali 46 577 maschi e 37 784 femmine. I bambini di età inferiore o uguale ai sei anni assommavano a 8 863, dei quali 4 911 maschi e 3 952 femmine. Infine, coloro che erano in grado di saper almeno leggere e scrivere erano 54 420, dei quali 31 137 maschi e 23 283 femmine.